# Comunismo cristão
O comunismo cristão é uma forma de comunismo religioso baseado no cristianismo. Ele é uma teoria teológica e política baseada na visão de que os ensinamentos de Jesus compelem os cristãos a apoiar o comunismo como o sistema social ideal. Apesar de não existir uma concordância universal sobre a data exata em que o comunismo cristão foi fundado, muitos comunistas cristãos entendem que evidências da Bíblia sugerem que os primeiros cristãos, incluindo os Apóstolos, criaram a sua própria pequena sociedade comunista nos anos seguintes à morte e ressurreição de Jesus. Desse modo, muitos advogados do comunismo cristão argumentam que ele foi ensinado por Jesus e praticado pelos próprios apóstolos.
O comunismo cristão pode ser visto como uma forma radical do socialismo cristão. Os comunistas cristãos podem ou não concordar com várias partes do marxismo. Eles certamente não concordam com as ideias ateias frequentemente sustentadas como representativas da maioria dos marxistas, mas concordam com pelo menos alguns dos aspectos econômicos da teoria marxista, como a ideia de que o capitalismo explora a classe trabalhadora ao extrair a mais-valia dos trabalhadores na forma de lucro.
Os comunistas cristãos também compartilham de alguns dos objetivos políticos dos marxistas como, por exemplo, substituir o capitalismo pelo socialismo, que por sua vez deveria ser substituído pelo comunismo em um ponto mais distante no futuro. Entretanto, os comunistas cristãos algumas vezes discordam dos marxistas (e especialmente dos leninistas) sobre a maneira com que uma sociedade socialista ou comunista deveria ser organizada. Em geral, o comunismo cristão evoluiu independentemente do marxismo, e a maioria dos comunistas cristãos compartilham das conclusões mas não das premissas subjacentes dos comunistas marxistas.

## Posição oficial da Igreja Católica
O Magistério da Igreja Católica condenou qualquer forma de totalitarismo. Condenou igualmente o   comunismo,o socialismo  e o  capitalismo, rejeitando tanto a prática do individualismo quanto a imposição do mercado sobre o trabalho humano, sob a justificativa de que tais políticas não seriam compatíveis com a doutrina católica. 
- Na encíclica Qui Pluribus (1846), o papa Pio IX afirmou que "para aqui (tende) essa doutrina nefanda do chamado comunismo, sumamente contrária ao próprio direito natural, a qual, uma vez admitida, levaria à subversão radical dos direitos, das coisas, das propriedades de todos e da própria sociedade humana"[2]
- Na encíclica Rerum Novarum (1891), o papa Leão XIII declarou que "a teoria socialista da propriedade colectiva deve absolutamente repudiar-se como prejudicial àqueles membros a que se quer socorrer, contrária aos direitos naturais dos indivíduos, como desnaturando as funções do Estado e perturbando a tranquilidade pública."[3]
- Na encíclica Quadragesimo Anno (1931), o papa Pio XI afirmou que "o socialismo quer se considere como doutrina, quer como facto histórico, ou como «acção», se é verdadeiro socialismo, [...] não pode conciliar-se com a doutrina católica; pois concebe a sociedade de modo completamente avesso à verdade cristã. [...] E se este erro, como todos os mais, encerra algo de verdade, o que os Sumos Pontífices nunca negaram, funda-se contudo numa própria concepção da sociedade humana, diametralmente oposta à verdadeira doutrina católica. Socialismo religioso, socialismo católico são termos contraditórios: ninguém pode ser ao mesmo tempo bom católico e verdadeiro socialista."[4]
- Na encíclica Divini Redemptoris (1937), o papa Pio XI defendeu que o comunismo ateu é um "sistema cheio de erros e sofismas, igualmente oposto à revelação divina e à razão humana; sistema que, por destruir os fundamentos da sociedade, subverte a ordem social, que não reconhece a verdadeira origem, natureza e fim do Estado; que rejeita enfim e nega os direitos, a dignidade e a liberdade da pessoa humana."[5]
- Em 1949, o Santo Ofício, com a aprovação do papa Pio XII, emitiu o decreto contra o comunismo, que reafirmou que todos os católicos que fossem comunistas eram automaticamente excomungados, porque eram apóstatas da fé católica.[6][7]
- Na encíclica Mater et Magistra (1961), o papa João XXIII reafirmou que "entre comunismo e cristianismo, [...] a oposição é radical, e acrescenta não se poder admitir de maneira alguma que os católicos adiram ao socialismo moderado: quer porque ele foi construído sobre uma concepção da vida fechada no temporal, com o bem-estar como objetivo supremo da sociedade; quer porque fomenta uma organização social da vida comum tendo a produção como fim único, não sem grave prejuízo da liberdade humana; quer ainda porque lhe falta todo o princípio de verdadeira autoridade social."[8]
- Na encíclica Centesimus Annus (1991), o papa João Paulo II, actualizando os princípios da Rerum Novarum, salientou que "o erro fundamental do socialismo é de carácter antropológico. De facto, ele considera cada homem simplesmente como um elemento e uma molécula do organismo social, de tal modo que o bem do indivíduo aparece totalmente subordinado ao funcionamento do mecanismo económico-social, enquanto, por outro lado, defende que esse mesmo bem se pode realizar prescindindo da livre opção, da sua única e exclusiva decisão responsável em face do bem ou do mal. O homem é reduzido a uma série de relações sociais, e desaparece o conceito de pessoa como sujeito autónomo de decisão moral, que constrói, através dessa decisão, o ordenamento social. Desta errada concepção da pessoa, deriva a distorção do direito, que define o âmbito do exercício da liberdade, bem como a oposição à propriedade privada. [...] Se se questiona ulteriormente onde nasce aquela errada concepção da natureza da pessoa e da subjectividade da sociedade, é necessário responder que a sua causa primeira é o ateísmo. [...] O referido ateísmo está, aliás, estritamente conexo com o racionalismo iluminístico, que concebe a realidade humana e social do homem, de maneira mecanicista."[9]
- O Catecismo da Igreja Católica (1992) afirma que "A Igreja rejeitou as ideologias totalitárias e ateias, associadas, nos tempos modernos, ao «comunismo» ou ao «socialismo». Por outro lado condenou  o Capitalismo devido ao mesmo estar fundamentado  no individualismo e no primado absoluto da lei do mercado sobre o trabalho humano".[10]